# Чанад Віраг
Чанад Віраг (рум. Csanád Virág, угор. Virág Csanád; 27 грудня 1988, м. М'єркуря-Чук, Румунія) — румунський хокеїст, центральний нападник. Виступає за ХК «Чіксереда» в Інтерлізі. 
За походженням угорець. Виступав за ХК «Чіксереда».
У складі національної збірної Румунії учасник чемпіонатів світу  2008 (дивізіон II), 2009 (дивізіон I), 2010 (дивізіон II) і 2011 (дивізіон II). У складі молодіжної збірної Румунії учасник чемпіонатів світу 2006 (дивізіон II), 2007 (дивізіон II) і 2008 (дивізіон II). У складі юніорської збірної Румунії учасник чемпіонату світу 2006 (дивізіон III).